# Municipio de Alpine (Míchigan)
El municipio de Alpine (en inglés: Alpine Township) es un municipio ubicado en el condado de Kent en el estado estadounidense de Míchigan. En el año 2010 tenía una población de 13336 habitantes y una densidad poblacional de 142,19 personas por km².

## Geografía
El municipio de Alpine se encuentra ubicado en las coordenadas 43°4′27″N 85°44′4″O / 43.07417, -85.73444. Según la Oficina del Censo de los Estados Unidos, el municipio tiene una superficie total de 93.79 km², de la cual 92.99 km² corresponden a tierra firme y (0.86%) 0.8 km² es agua.

## Demografía
Según el censo de 2010, había 13336 personas residiendo en el municipio de Alpine. La densidad de población era de 142,19 hab./km². De los 13336 habitantes, el municipio de Alpine estaba compuesto por el 81.94% blancos, el 6.18% eran afroamericanos, el 0.61% eran amerindios, el 1.01% eran asiáticos, el 0.04% eran isleños del Pacífico, el 6.65% eran de otras razas y el 3.57% pertenecían a dos o más razas. Del total de la población el 13.01% eran hispanos o latinos de cualquier raza.

## Educación
Las Escuelas Públicas de Comstock Park sirve el municipio de Alpine.